# Centrul de Informare și Documentare privind NATO din Republica Moldova

Sediul Centrului NATO din Republica Moldova

Centrul de Informare și Documentare privind NATO (CID NATO) din Republica Moldova este o instituție neguvernamentală, necomercială autonomă, care își propune să promoveze în beneficiul public valorile și principiile euro atlantice, să sprijine cooperarea dintre Moldova și Alianța Nord Atlantică, să implementeze obiectivele și activitățile stabilite în cadrul instrumentelor de cooperare Moldova–NATO, precum și să informeze opinia publică în legătură cu aceste aspecte.

## Misiunea
Misiunea Centrului de Informare și Documentare privind NATO constă în promovarea valorilor și principiilor euro-atlantice în Republica Moldova și dezvoltarea cooperării dintre Republica Moldova și NATO. În acest scop, Centrul NATO este constituit pentru îndeplinirea următoarelor funcții: 
- de informare a cetățenilor și a altor componente ale societății cu privire la obiectivele, rolul, instituțiile și mecanismele funcționării Alianței Nord-Atlantice,
- de instruire, cu privire la mecanismele de cooperare cu Alianța Nord-Atlantică și activitățile specifice relațiilor bilaterale, precum și în alte domenii ale cooperării dintre Republica Moldova și Alianța Nord-Atlantică;
- advocacy, în vederea promovării unor inițiative și proiecte internaționale bilaterale, inițiate, în parteneriat cu instituțiile afiliate și structurile componente ale Alianței Nord-Atlantice și a sprijinirii proceselor democratice, securității și stabilității interne, regionale și internaționale.

## Obiective
1. promovarea valorilor și principiilor euro-atlantice în societate;
2. familiarizarea cetățenilor cu activitățile euro-atlantice în Republica Moldova, cu proiectele, programele și instrumentele de cooperare dintre Moldova și NATO;
3. sprijinirea prin programele și activitățile organizate materializarea obiectivelor stabilite prin instrumentele de cooperare NATO-Republica Moldova;
4. promovarea inițiativelor societății civile din Republica Moldova în domeniul cooperării euro-atlantice și  sprijinirea contactelor cu organizațiile internaționale de profil;
5. contribuția la dezvoltarea democrației și a economiei de piață în Moldova;
6. sprijinirea procesului de reforme, în conformitate cu valorile și principiile democratice și în corelație cu eforturile de apropiere a Moldovei de structurile europene și euro-atlantice.

## Istoric
Centrul de Informare și Documentare privind NATO în Republica Moldova a fost inaugurat oficial la 3 octombrie 2007. La acest eveniment au participat Stefanie Babst, Adjunctul Asistentului Secretarului general NATO în afacerile Diplomației Publice; Vitalie Vrabie, Ministrul Apărării RM și alți oficiali de stat, reprezentanți al corpului diplomatic și ai societății civile.
Inaugurarea CID NATO se inscrie în prevederile Planului Individual de Acțiuni al Parteneriatului  Republica Moldova și NATO, și a fost posibilă prin susținerea Ministerului Afacerilor Externe și Integrării Europene, Departamentului Diplomației Publice NATO și Ambasadei României Punct de Contact NATO în Republica Moldova.
Centrul de Informare și Documentare sprijină îndeplinirea obiectivelor Planului Individual de Acțiune pentru Parteneriat Moldova–NATO (IPAP). 
Centrul își desfășoară activitatea într-o relație de parteneriat cu Secretariatul Internațional al NATO/Divizia de Diplomație Publică, Ambasada României Punct de Contact NATO la Chișinău și cu ambasadele celorlalte state și partenere acreditate în Republica Moldova.
Centrul își desfășoară activitatea în colaborare cu Universitatea de Stat din Moldova, precum și pe baze parteneriale, cu alte instituții de stat și cu administrația publică locală, cu instituții de învățământ, societăți publice, organizații internaționale și asociații neguvernamentale din țară și de peste hotare cu expertiză și preocupări în domeniul relațiilor internaționale, și mai ales al relațiilor euro-atlantice, al căror scopuri nu contravin obiectivelor Centrului și legislației în vigoare. 

## Activități

Centrul NATO va desfășura activități de informare, instruire, analiză, cercetare, editoriale, alte activități și servicii, în conformitate cu legislația în vigoare a Moldovei. Astfel, în conformitate cu scopul și obiectivele propuse vor fi realizate următoarele tipuri de activități:
- Activitate de informare: informarea opiniei publice prin organizarea de conferințe, seminarii, dezbateri, difuzarea de comunicate de presă,  emisiuni radio și TV etc.
- Activitate de instruire: prelegeri și cursuri în următoarele domenii (nelimitîndu-se la acestea): 
  1. Alianța Nord-Atlantică - valori, principii, obiective, rol, structură, misiuni, procesul de transformare, instrumente de cooperare cu țările partenere;
  2. Politica de apărare și securitate a Alianței Nord-Atlantice;
  3. Instrumentele de cooperare  Republica Moldova-NATO;
  4. Implementarea IPAP;
  5. Securitatea regională și internațională;
  6. Comunicare și Diplomație Publică - Informarea opiniei publice despre NATO și relația   de parteneriat  Republica Moldova - NATO;
  7. Relația NATO-UE;
  8. Domenii ale cooperării dintre Republica Moldova și Alianța Nord-Atlantică;
  9. Dezvoltarea abilităților studenților în domeniul limbii străine și a tehnologiilor informaționale.

- Activitate de analiză și cercetare: studii, evaluări, analize, prognoze, sondaje, statistici și rapoarte analitice în domeniul relațiilor internaționale, inclusiv privind relația Republica Moldova - NATO, și al evoluțiilor din Republica Moldova.
- Activitate editorială: comunicate, broșuri, cărți, culegeri, rapoarte, participarea la emisiuni radio-video și TV, pagini-web, ziare, reviste, buletine și alte publicații periodice, care să reflecte activitatea și preocupările Centrului NATO.
- Activitate de asistență, în limita resurselor disponibile: acordarea de donații, sponsorizări, granturi, alt sprijin material, logistic și informațional; sprijinirea persoanelor, organizațiilor și instituțiilor din  Republica Moldova și de peste hotare, ce promovează valorile euro-atlantice; desfășurarea unor activități de colectare de fonduri în vederea colectării mijloacelor financiare necesare pentru desfășurarea unor campanii și proiecte de promovare a valorilor euro-atlantice în  Republica Moldova;
- Alte activități și servicii: prestarea către persoanele și instituțiile interesante, a unor servicii gratuite și contra cost, în aria de activitate și de expertiză a Centrului NATO (realizarea unor studii, cercetări, analize, rapoarte etc), care fac trimitere la valorile euro-atlantice și se conțin în limitele problematicii de securitate.